# Thrixspermum amesianum
Thrixspermum amesianum är en orkidéart som beskrevs av Louis Otho Otto Williams. Thrixspermum amesianum ingår i släktet Thrixspermum och familjen orkidéer.
Artens utbredningsområde är Filippinerna. Inga underarter finns listade i Catalogue of Life.